# 讷维帕尤
讷维帕尤（法語：Neuvy-Pailloux，法語發音：[nøvi paju] ⓘ），法国中部市镇，位于中央-卢瓦尔河谷大区安德尔省，隶属于伊苏丹区，其市镇面积为41.81平方公里，2022年1月1日时人口数量为1,161人，在法国城市中排名第8,707位。
讷维帕尤位于安德尔省东部，省会沙托鲁和第二大城市伊苏丹的中点附近，法国国道N151线和莱索布赖—蒙托邦铁路由此通过。

## 地名来源
“讷维帕尤”一名的含义及来源尚有待考证。Neuvy-Pailloux在1801年以前曾拼写作“Neuvipaillou”。

## 历史
讷维帕尤的早期历史尚不清楚。根据当地官方网站的论述，讷维帕尤始建于11世纪末或12世纪初，彼时代奥勒修道院的道士在此兴建了一处罗马式教堂，并由此创立了讷维帕尤堂区。1218年5月，绍维尼的纪尧姆（Guillaume de Chauvigny）将讷维帕尤赠予其亲弟弟安德烈（André）。中世纪中后期，讷维帕尤长期为贝里的一部分。法国大革命后，讷维帕尤成为安德尔省的一个市镇。19世纪初，讷维帕尤教堂得到大规模的翻新。工业革命期间，途径讷维帕尤的莱索布赖—蒙托邦铁路建成通车。第一次世界大战期间，讷维帕尤境内创建了一处装甲车整修仓库，后者于1999年被改造为法国陆军第十二装备基地。
在地方历史文化研究方面，当地的地方史爱好者于1989年创建了讷维帕尤之友协会（association des Amis de Neuvy-Pailloux et de ses environs）。

## 地理

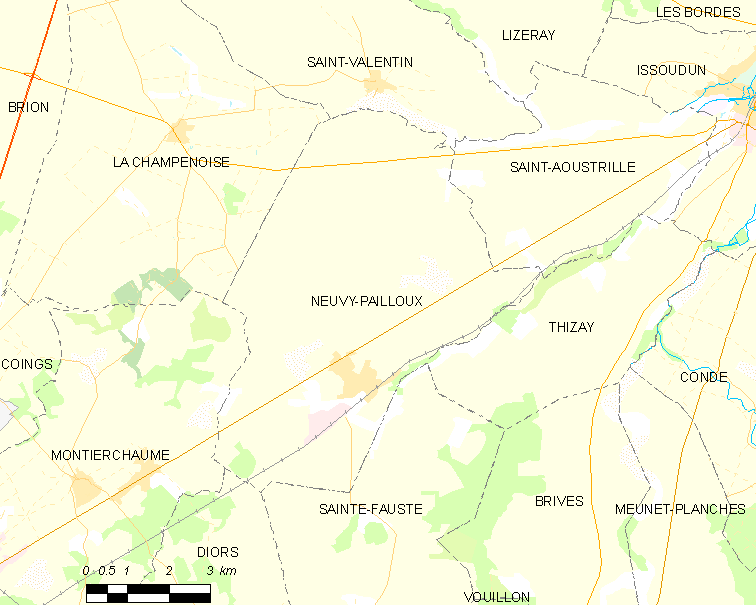
讷维帕尤市镇范围地图

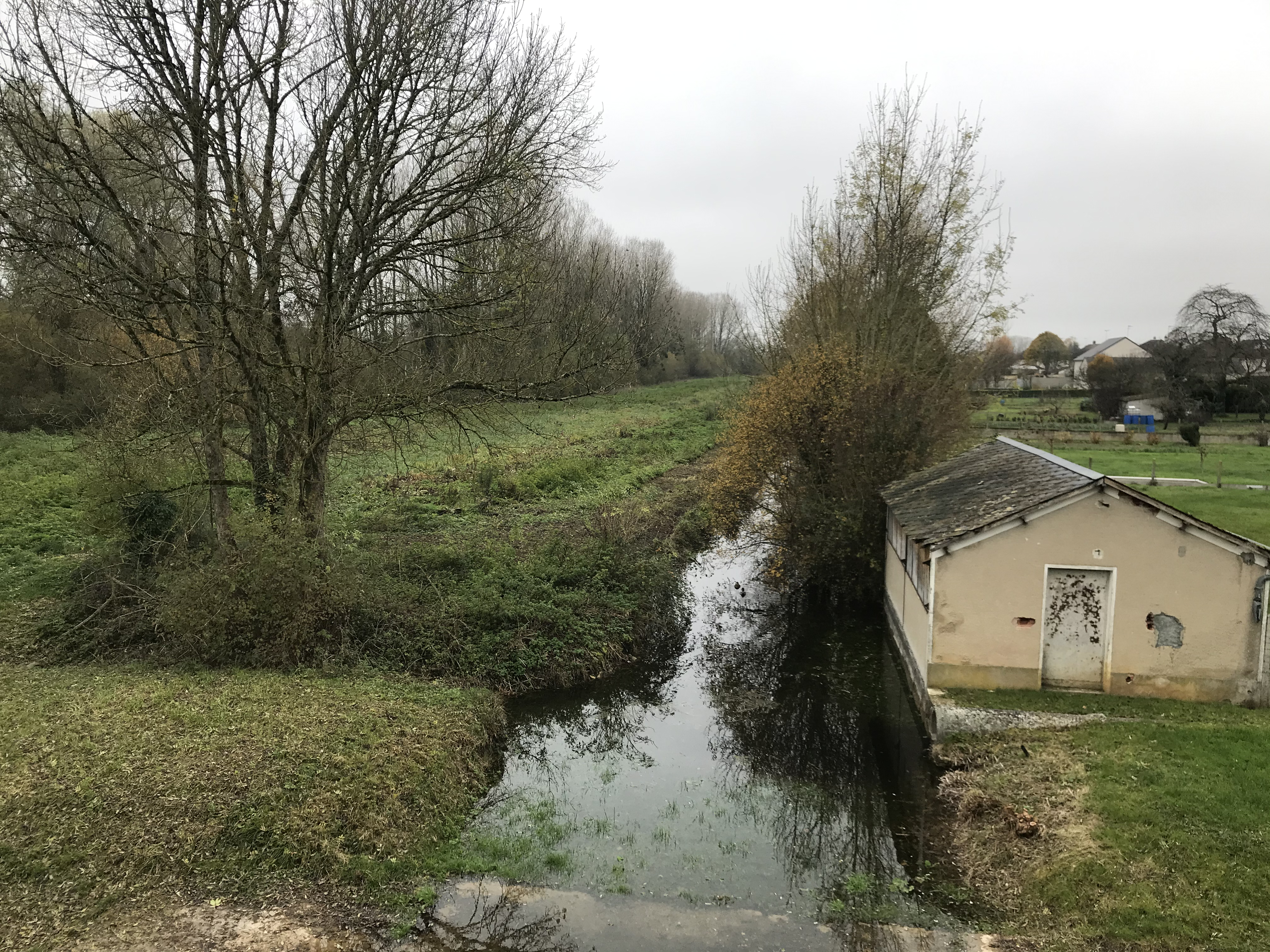
讷维帕尤境内的维尼奥勒溪

讷维帕尤位于法国中部，中央-卢瓦尔河谷大区南部和安德尔省中东部，距离省会沙托鲁大约17公里。与讷维帕尤接壤的市镇包括：拉尚珀努瓦斯、迪奥尔、蒙捷绍姆、圣瓦朗坦、圣阿乌斯特里耶、圣福斯特和蒂宰。

### 地形
讷维帕尤位于贝里地区腹地，境内以朋友为主，市镇中心较为平坦，全境海拔在140到174米之间。

### 水文
讷维帕尤位于卢瓦尔河流域范围内，维尼奥勒溪（ruisseau de la Vignole）自西向东流经市镇南部；市区北部的Villesaison附近则有一处人工湖泊，此乃帕吕埃特河（la Paluette）的发源地。

### 植被
讷维帕尤属于温带阔叶混交林区，当地主要为开放式田野，林地集中于河流及水域附近。
在鲜花城市的评比中，讷维帕尤暂未被评级。

### 气候
讷维帕尤在柯本气候分类法中属于温带海洋性气候（Cfb）。

## 行政区划
讷维帕尤的市镇编号为36140，邮政编号为36100。
在行政管理方面，讷维帕尤隶属于法国中央-卢瓦尔河谷大区安德尔省伊苏丹区；在地方选举方面，讷维帕尤隶属于拉沙特尔县，其市镇范围全境被划入安德尔省第二选区；在社会管理方面，讷维帕尤是尚帕涅布瓦绍市镇公共社区的组成部分。
截至2024年2月，讷维帕尤市镇范围内暂无任何城市敏感街区及城市政策优先街区。
法国国家统计与经济研究所（简称）在进行数据统计时，未将讷维帕尤划入任何核心区（Unité urbaine），并将包括讷维帕尤在内的周边共44个市镇划为沙托鲁城市区。自2020年起，沙托鲁城市区被包含71个市镇的沙托鲁城市辐射区代替。此外，还将讷维帕尤市镇整体看作一个“块区”（IRIS），以便于统计人口分布情况。

## 交通

### 公路
法国国道N151线和安德尔省省道D8线、D12线、D31线和D82线在讷维帕尤境内交汇。中央-卢瓦尔河谷大区城际客运（商业名称为“Rémi”）下属的安德尔省城际客运U线和V线经停讷维帕尤，可通往沙托鲁和布尔日及沿途所有市镇。
2020年，77.4%的讷维帕尤家庭拥有至少一辆私人汽车。2019年，讷维帕尤境内共发生各类交通事故1起，造成3人受伤，其中1人重伤。
| 11 | 11 |

| 12 | 15 |

| 沙托鲁 | 17 |

| 蒙捷绍姆 | 8 |

| 布尔日 | 50 |

| 伊苏丹 | 13 |

| 勒夫鲁 | 23 |

| 瓦唐 | 22 |

### 铁路

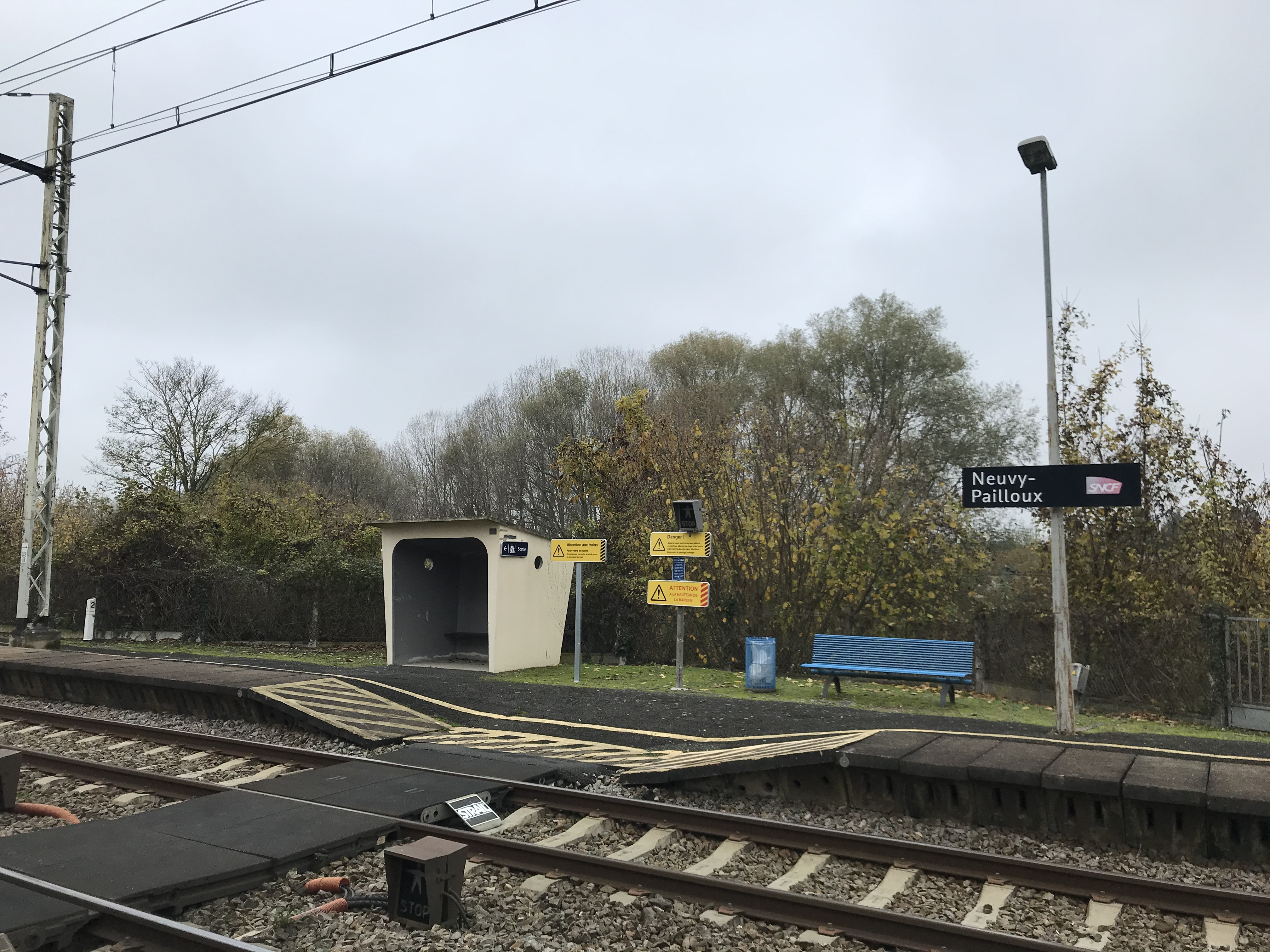
讷维帕尤站的站台

讷维帕尤位于莱索布赖—蒙托邦铁路上。讷维帕尤站位于市区东南部，停靠往返于奥尔良和利摩日一线的区域列车。

### 航空
讷维帕尤距离沙托鲁机场的公路里程大约16公里。

### 城市公共交通
截至2024年2月，讷维帕尤暂无城市公共交通系统。

## 政治
讷维帕尤的现任市长为雷米·德沃先生（Remi DEVAU），他是一名无党派人士，在2020年的市政选举中获得了100.00%的支持率（无其他候选人）。
在2022年的法国总统大选的第二轮选举中，法国极右翼政党国民阵线主席玛丽娜·勒庞在讷维帕尤获得了56.74%的支持率。

## 人口
2020年，讷维帕尤市镇人口数量为1,167，在法国排名第8,707位。其中男性583人，女性584人，75岁及以上人口占10.5%，外籍人口数量为9人，人口密度为28人/平方公里，当地居民被称为（男性）或（女性）。2022年，讷维帕尤境内出生12人，死亡人口18人。
| 讷维帕尤1901年－2021年人口变化情况 |
|                                    |
| 数据来源：Cassini、INSEE           |

## 经济
截至2024年2月，讷维帕尤市镇范围内共有各类用人单位（包含自雇）143家，平均历史为22年，均为中小型企业（PME），2023年12月至2024年2月间，当地的经济活力指数为0.7%。（农业）是当地2021年营业额最高的企业，为71,624欧元。

## 财政与居民收入
2021年，讷维帕尤的财政收入总额为466,960欧元，财政支出总额为474,430欧元，当年的债务总额为27,180欧元。2021年，讷维帕尤市镇通过增值税获得3,950欧元的收入，此外当地还共获得了10,750欧元的国家直接财政补助。
| 讷维帕尤居民收入情况                             | 讷维帕尤居民收入情况 | 讷维帕尤居民收入情况  | 讷维帕尤居民收入情况 |
| 内容                                             | 讷维帕尤             | 法国                  | 统计年份             |
| ------------------------------------------------ | -------------------- | --------------------- | -------------------- |
| 征税家庭总数                                     | 512                  | 1,081（法国市镇平均） | 2022年               |
| 居民平均月收入                                   | 2,052欧元            | 2,435欧元             | 2022年               |
| 高级职员人均月收入                               | 不详                 | 4,331欧元             | 2021年               |
| 中级职员人均月收入                               | 不详                 | 2,470欧元             | 2021年               |
| 普通职员人均月收入                               | 不详                 | 1,801欧元             | 2021年               |
| 贫困率                                           | 不详                 | 14.5%                 | 2020年               |
| 青壮年（15至64岁）失业率                         | 6.8%                 | 7.4%                  | 2020年               |
| 征税家庭数量占比                                 | 46.3%                | 45.5%                 | 2020年               |
| 家庭年均纳税                                     | 1,804欧元            | 4,393欧元             | 2022年               |
| 资料来源：INSEE、L'Internaute、Le Journal du Net |                      |                       |                      |

## 社会事务

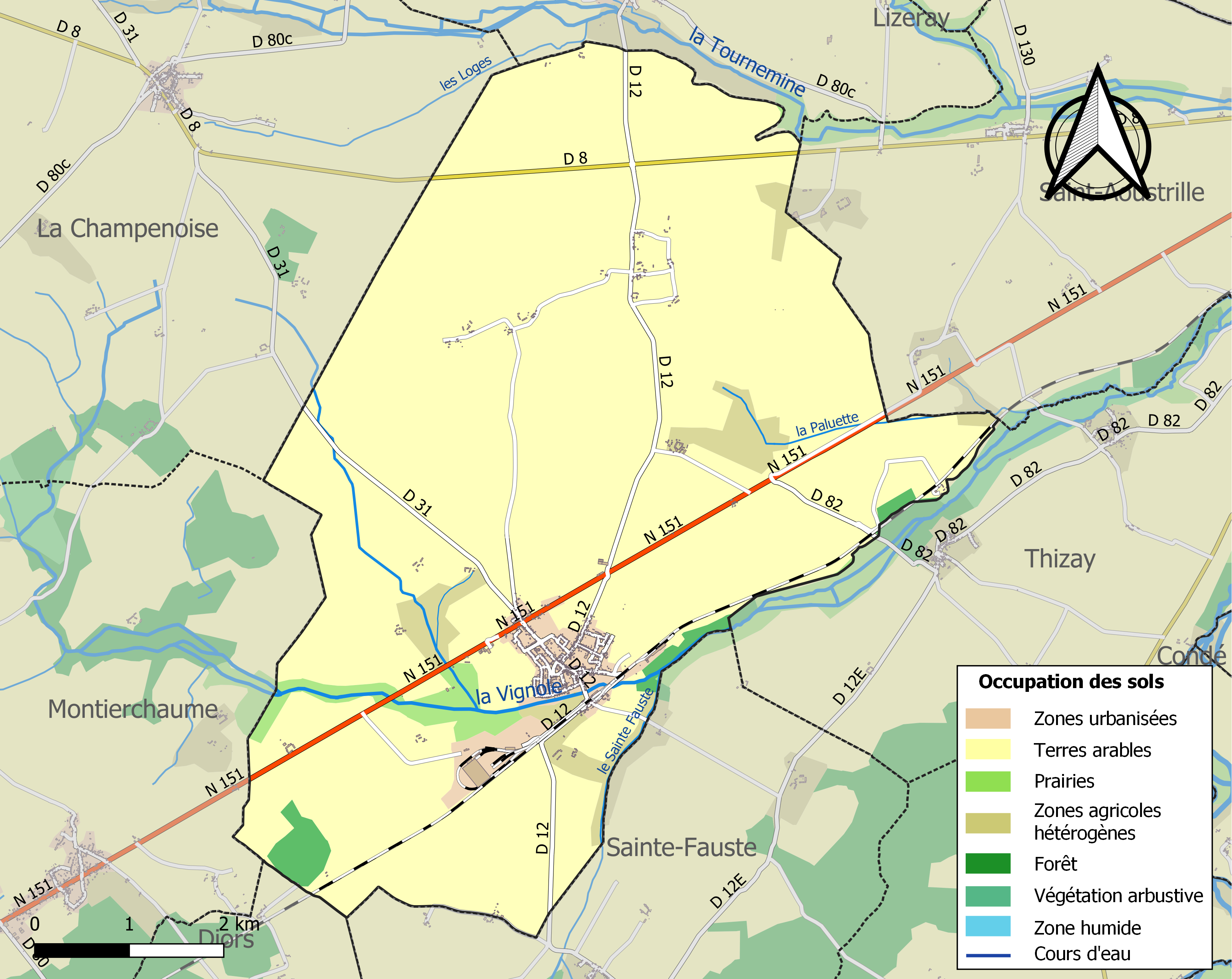
讷维帕尤土地利用情况地图

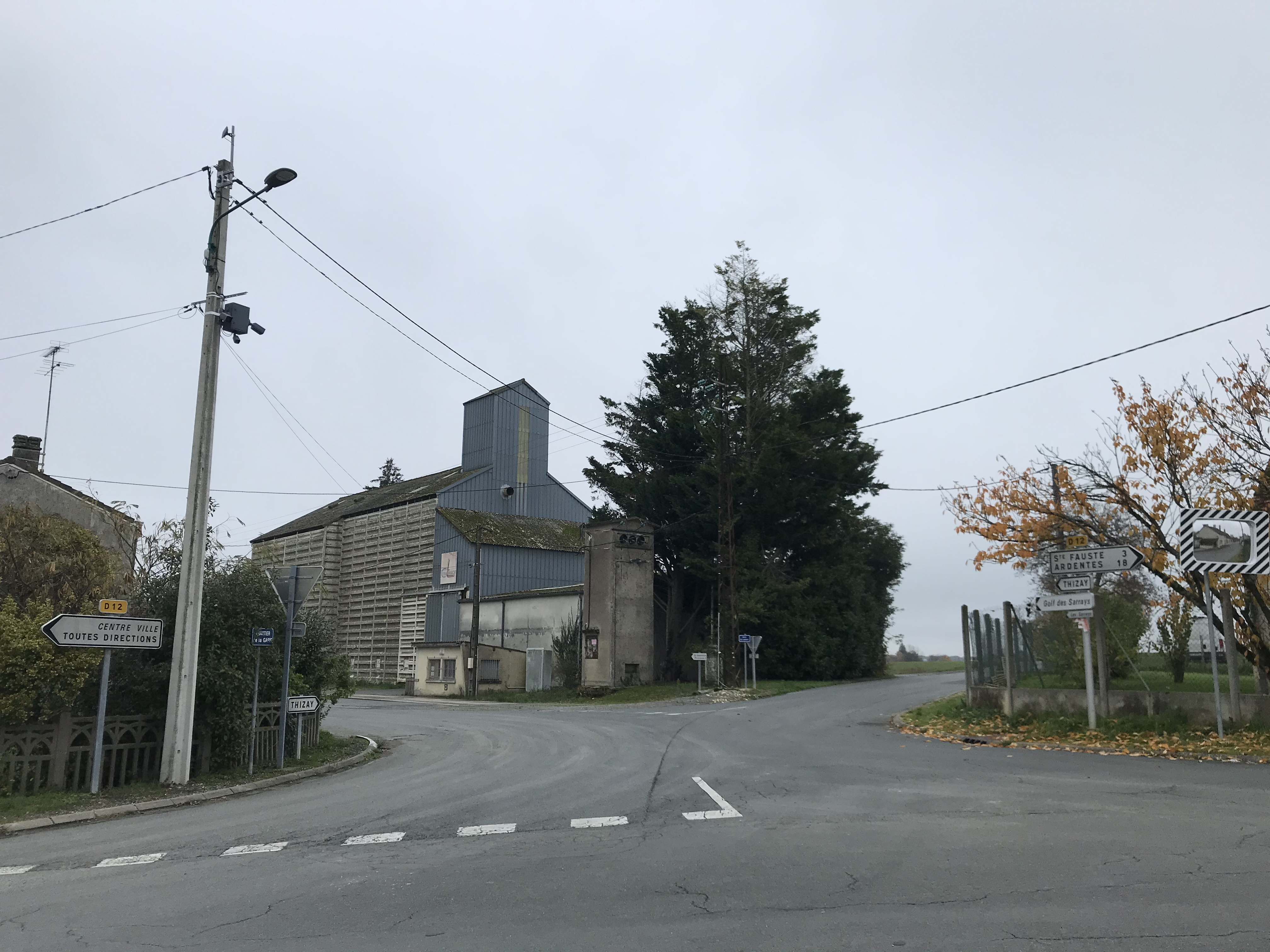
一处粮食加工厂

### 教育
讷维帕尤属于奥尔良-图尔学区。截至2021年1月1日，讷维帕尤境内共有1所小学。

### 医疗
截至2022年1月1日，讷维帕尤境内共有保健师1名、牙医1名和护士2名。境内共有药房1家、养老院1家。
距离讷维帕尤最近的区域性医疗机构为沙托鲁中心医院（Centre Hospitalier de Châteauroux），其主病区位于沙托鲁市区南部，距离讷维帕尤市区的正常车程大约22分钟，该院设有床位755个，是安德尔省规模最大的公立综合性医院。

### 住房
2020年，讷维帕尤境内共有各类住房610套，其中93.4%为独立式住宅，6.4%为集中式住宅。常住房屋占讷维帕尤市镇范围内居民建筑总量的84.6%。
在住房保障政策方面，2022年，讷维帕尤境内共有49户家庭获得了住房经济补助，受益人数占总人口数量的5.0%，其中48份为房租补助。

### 商业
2021年，讷维帕尤境内共有各类实体商铺18家，其中餐厅1家、杂货店1家、面包房1家、肉铺1家、美容美发店4家、汽车维修店2家。

### 体育
2021年，讷维帕尤境内共有1间体育馆、2处网球场以及1处足球或橄榄球场。
截至2024年2月，讷维帕尤足球体育会（Association Sportive Neuvy-Pailloux Football，编号514988）是讷维帕尤境内唯一的一家注册足球俱乐部，其主队2023至2024赛季参加安德尔省足球联赛乙组（法国第十级别），其主场为路易·维纳捷球场（Stade Louis Vinatier）。

### 环境
讷维帕尤的环境事务由其所属的尚帕涅布瓦绍市镇公共社区联合各级政府协调负责。2021年，讷维帕尤境内暂无污染企业。

### 治安
讷维帕尤及其附近的共71个市镇是伊苏丹国家宪兵队（zone gendarmerie de Issoudun）的管辖范围。2020年，该宪兵队累计记录各类案件1,473起，其中盗窃类案件746起，经济类案件220起，毒品交易类案件37起。

## 文化

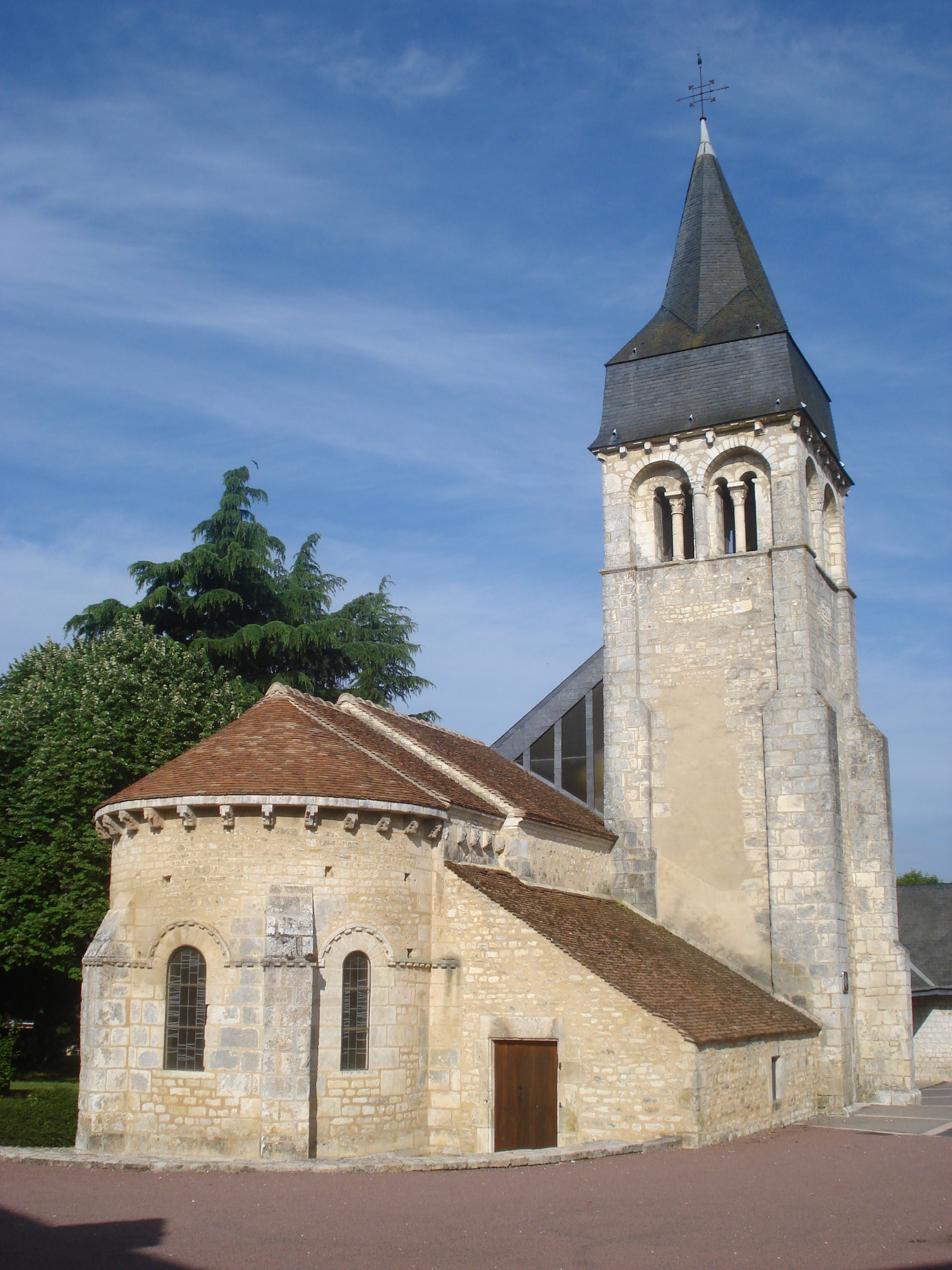
圣洛朗教堂

2021年，讷维帕尤境内暂无任何文化设施。讷维帕尤境内建有图书馆，每周四向公众开放。

### 建筑
讷维帕尤境内有多处历史建筑，其中圣洛朗教堂为法国国家文物保护单位。

### 旅游
讷维帕尤的旅游事务由其所属的尚帕涅布瓦绍市镇公共社区联合各级政府协调负责。2023年，讷维帕尤境内共有1家酒店共计8间房间。

### 媒体
法国主要的媒体均可在讷维帕尤接收，法国电视三台下属的中央-卢瓦尔河谷大区频道在部分时段播出讷维帕尤所在安德尔省的地方新闻。《中西部新共和国报》、蓝色法兰西贝里广播、伊苏丹贝里第一电视台等是当地主要的地方性媒体。

## 友好城市
截至2024年2月，讷维帕尤暂未建立任何友好城市关系。